# Armageddon (canción)
«Armageddon» es una canción interpretada por el grupo femenino surcoreano Aespa. Lanzada como sencillo principal del álbum Armageddon el 27 de mayo de 2024 por SM Entertainment.

## Antecedentes y lanzamiento
El 22 de abril de 2024, SM Entertainment anunció que Aespa lanzaría su primer álbum de estudio titulado Armageddon. Además, se reveló que el álbum contará con dos canciones principales: «Supernova», que fue lanzada el 13 de mayo, y «Armageddon», que se estrenó junto con el álbum el 27 de mayo. El 10 de mayo, se reveló la lista de canciones, acompañada de un popurrí. El 26 de mayo, se lanzó el avance del videoclip. La canción fue lanzada junto con el álbum y su vídeo musical el 27 de mayo.
El 20 de septiembre, ScreaM Records lanzó las remezclas de «Armageddon» por Flava D, 2Spade y Mount XLR, junto con la remezcla de «Supernova», de la serie iScreaM.

## Composición
La pista fue escrita por Bang Hye-hyun (Jam Factory) y producida por Kenzie, Paris Alexa, y Dem Jointz. Se describe como una canción de hip hop y dance que fusiona «estilos antiguos y modernos», con un «intenso ritmo de sintetizador». Sus letras transmiten empoderamiento personal. Fue compuesta en clave de La mayor, con un tempo de 92 pulsaciones por minuto.

## Promoción
Antes del lanzamiento de Armageddon el 27 de mayo de 2024, Aespa llevó a cabo un evento en vivo titulado «Aespa 'Armageddon' Countdown Live» a través de YouTube, TikTok y Weverse. El evento estuvo diseñado para presentar el álbum y sus canciones, así como para interactuar con su base de fanáticos. Posteriormente, el 30 de mayo, el grupo se presentó en el programa musical M! Countdown de Mnet.

## Lista de canciones
- Descarga digital y streaming – iScreaM Vol.33: Supernova / Armageddon Remixes

1. «Supernova» (Grimes remix) – 3:47
2. «Armageddon» (Flava D remix) – 4:07
3. «Armageddon» (2Spade remix) – 3:08
4. «Armageddon» (Mount XLR remix) – 3:16
5. «Supernova» – 2:58
6. «Armageddon» – 3:16

## Posicionamiento en listas
| Lista (2024)                    | Mejor posición |
| ------------------------------- | -------------- |
| Global 200 (Billboard)          | 28             |
| Corea del Sur (Circle)          | 4              |
| Filipinas (Philippines Hot 100) | 85             |
| Hong Kong (Billboard)           | 9              |
| Indonesia (ASIRI)               | 11             |
| Indonesia (Billboard)           | 8              |
| Japón (Japan Hot 100)           | 63             |
| Japón (Oricon)                  | 41             |
| Malasia (Billboard)             | 6              |
| Malasia (RIM)                   | 5              |
| Nueva Zelanda (RMNZ)            | 24             |
| Países Bajos (Global Top 40)    | 29             |
| Reino Unido (OCC)               | 21             |
| Reino Unido (UK Download Chart) | 20             |
| República de China (Billboard)  | 6              |
| Singapur (RIAS)                 | 8              |

| Lista (2024)           | Mejor posición |
| ---------------------- | -------------- |
| Corea del Sur (Circle) | 4              |

| Lista (2024)                     | Mejor posición |
| -------------------------------- | -------------- |
| Corea del Sur (Circle)           | 29             |
| Estados Unidos (Global Excl. US) | 169            |
| República de China (Hito Radio)  | 25             |

## Historial de lanzamiento
| Región | Fecha                    | Formato                     | Versión  | Discográfica      |
| ------ | ------------------------ | --------------------------- | -------- | ----------------- |
| Varios | 27 de mayo de 2024       | Descarga digital, streaming | Original | SM, Kakao         |
| Varios | 20 de septiembre de 2024 | Descarga digital, streaming | Remixes  | ScreaM, SM, Kakao |